# Érico II de Meclemburgo
Érico II (3 de setembro de 1483 - 22 de dezembro de 1508) foi um Duque de Meclemburgo. Filho de Magno II de Meclemburgo e Sofia da Pomerânia.
Érico governou Meclemburgo-Schwerin juntamente com seus irmãos, Henrique V e Alberto VII, e seu tio Baltazar, após a morte de seu pai, em 27 de dezembro de 1503. Érico morreu em 22 de dezembro de 1508 e foi enterrado na Abadia de Doberan, em Bad Doberan. Ele não se casou e morreu sem descendentes.

## Literatura
- Friedrich Wigger: Stammtafeln des Großherzoglichen Hauses von Meklenburg. In: Jahrbücher des Vereins für Mecklenburgische Geschichte und Altertumskunde. Bd. 50. Schwerin, 1885. S. 111–326